# Anomochilus monticola
Anomochilus monticola е вид влечуго от семейство Anomochilidae.

## Разпространение
Видът е разпространен в Малайзия (Сабах).